# 난디바르다나
난디바르다나(산스크리트어: नन्दिवर्धन)는 기원전 367년부터 기원전 359년까지 마가다 왕국을 다스린 왕으로, 사이슈나가 왕조 출신이다. 마가다 왕국을 다스리던 왕조인 사이슈나가 왕조의 제2대 군주 칼라쇼카의 아들로 태어나 기원전 367년에 칼라쇼카가 사망할 때 그의 유언으로 마가다의 왕위를 물려받았으며 이후 그의 형제들과 마가다를 분할 통치하다 기원전 359년에 마하난딘에게 왕위를 물려주고 사망하였다.